# Tour de Flandes 1927
El Tour de Flandes 1927 és l'11a edició del Tour de Flandes. La cursa es disputà el 3 d'abril de 1927, amb inici i final a Gant i un recorregut de 217 quilòmetres.
El vencedor final fou el belga Gerard Debaets, que s'imposà en solitari a la meta de Gant i d'aquesta manera aconseguia la seva segona victòria en aquesta clàssica, després de l'aconseguida el 1924. Els també belgues Gustaaf van Slembroeck i Maurice de Waele foren segon i tercer respectivament.

## Classificació final
|    | Ciclista                     | Equip          | Temps      |
| -- | ---------------------------- | -------------- | ---------- |
| 1  | Gerard Debaets (BEL)         | J.B.Louvet     | 7h 12' 30" |
| 2  | Gustaaf van Slembroeck (BEL) | J.B.Louvet     | + 1' 35"   |
| 3  | Maurice de Waele (BEL)       | Wonder         | + 2' 20"   |
| 4  | Leo Degraveleyn (BEL)        | La française   | + 2' 20"   |
| 5  | Julien Vervaecke (BEL)       | Peugeot-Dunlop | + 2' 20"   |
| 6  | Gaston Rebry (BEL)           | Peugeot-Dunlop | + 2' 20"   |
| 7  | Maurice Depauw (BEL)         | Thomann-Dunlop | + 5' 55"   |
| 8  | Henri Hoevenaars (BEL)       | Automoto       | + 7' 30"   |
| 9  | Georges Ronsse (BEL)         | Automoto       | + 7' 40"   |
| 10 | Leander Gijssels (BEL)       | Griffon        | + 7' 50"   |